# Dominika Baniewicz
Dominika Baniewicz (lit. Dominika Banevič; ur. 8 czerwca 2007; znana również jako B-Girl Nicka) – litewska zawodniczka narodowości polskiej, uprawiająca breaking, mistrzyni świata i Europy (2023) oraz wicemistrzyni olimpijska (2024) w tej dyscyplinie.
Baniewicz jest uczennicą polskojęzycznego gimnazjum Jana Pawła II w Wilnie, uprawianie breakingu rozpoczęła we wrześniu 2015 roku. W 2023 roku Baniewicz po raz czwarty wygrała litewskie mistrzostwa, 7 maja tego samego roku została mistrzynią Europy. 27 czerwca 2023 roku zdobyła brązowy medal na Igrzyskach Europejskich w Krakowie. 24 września 2023 roku zdobyła tytuł mistrzyni świata w Leuven. Baniewicz reprezentowała Litwę w breakingu podczas Letnich Igrzysk Olimpijskich w Paryżu 2024, gdzie zdobyła srebrny medal. 
Po powrocie do kraju w komitecie powitalnym była również polska społeczność na Litwie. Od Litewskiej Federacji Golfa z prezesem Czesławem Okińczycem na czele otrzymała na powitanie elektryczny samochód marki Mercedes z jej imieniem, nazwiskiem oraz pierścieniami olimpijskimi na drzwiach.
Po igrzyskach olimpijskich w 2024 roku opowiedziała się przeciwko podkreślaniu kontrowersyjnego występu reprezentantki Australii w breakingu, Rachael Gunn. Australijka była bohaterką wielu memów, filmików oraz przeróbek. Baniewicz napisała wtedy na swoich mediach społecznościowych: „Jeśli chcemy zrobić świat lepszym miejscem, gdzie każdy może być sobą i robić swoje, zacznijmy od siebie i wypełnijmy ten świat szacunkiem i pozytywnością. Zaczyna się od ciebie, więc bądź życzliwy i rób swoje”.
We wrześniu 2024 r. przewodniczyła komisji konkursowej na mural w Wilnie promujący taniec uliczny.

## Życie osobiste
Na zawody jeździ z mamą Aliną Baniewicz, swój duet nazywa „prawdziwym dream teamem”.
Jest uczennicą polskiego Gimnazjum im. św. Jana Pawła II w Wilnie, gdzie kształci się w indywidualnym trybie, aby móc połączyć zawody z nauką.
Stara się prowadzić zdrowy tryb życia, przywiązuje dużą wagę do żywienia, współpracuje z psychologami sportowymi oraz fizjoterapeutami.